# EI Towers
EI Towers S.p.A. è una società per azioni italiana che opera nel settore delle telecomunicazioni.
È proprietaria dell'infrastruttura di rete necessaria alla trasmissione del segnale del Gruppo Mediaset, di cui faceva parte, tramite 1700 torri, ma svolge servizi anche per altri operatori radiotelevisivi e di telecomunicazione mobile.
È stata quotata fino al 19 ottobre 2018 alla Borsa di Milano.

## Storia
EI Towers nasce nel 1999 come DMT S.p.A..
Nel 2011 l'ex EI Towers S.p.A. riceve le attività della controllante Elettronica Industriale e nel successivo mese di dicembre viene fusa per incorporazione nella società DMT S.p.A. a cui già nel 2000 Elettronica Industriale aveva conferito parte delle proprie apparecchiature di trasmissione.
Il 5 gennaio 2012 DMT cambia il proprio nome nell'attuale con contestuale modifica della denominazione alla Borsa di Milano, mantenendo lo stesso codice ISIN assegnato nel 2004 al momento della quotazione.
È uno dei principali operatori della gestione delle infrastrutture di reti di comunicazione italiane, insieme a Rai Way, che tenta di scalare nel febbraio 2015 lanciando un'offerta pubblica di acquisto ostile, che non viene autorizzata dalla Consob ed in seguito alla quale viene avviata un'indagine per aggiotaggio nel maggio 2015 respinta nel febbraio 2016.

### Delisting
Nel luglio 2018 la newco 2i Towers S.r.l., a sua volta controllata al 100% da 2i Towers Holding S.r.l., che è partecipata per il 40% da Mediaset e per il 60% da F2i TLC 1 S.r.l. (Gruppo F2i), lancia un'OPA sull'intero capitale sociale della società a 57 euro per azione, con un premio del 15,6% rispetto al prezzo di chiusura precedente all'annuncio, per un valore complessivo di 1,61 miliardi di euro, con l'obiettivo del delisting.
L’operazione è stata finanziata con una linea di credito sino a 480 milioni di euro messa a disposizione da Intesa Sanpaolo, Mediobanca e UniCredit a favore di 2i Towers Holding.
Il 4 ottobre l'operazione, è conclusa con adesioni e raggiungimento del 97,447% del capitale sociale da parte dell'offerente 2i Towers. Anche Elettronica Industriale del Gruppo Mediaset, ha conferito il suo 40% con cui controllava la società.
Conseguentemente ai sensi dell'articolo 108, comma 1 del TUF, il titolo, visto che il flottante è inferiore al 10%, dal 12 ottobre è uscito dagli indici FTSE Italia Mid Cap e FTSE Italia STAR della Borsa Italiana. Il 19 ottobre, al termine delle procedure congiunte del diritto di acquisto e dell'obbligo di acquisto, EI Towers è stata delistata.

## Azionisti
- 2i Towers S.r.l. 100%
  - controllata al 100% da 2i Towers Holding S.r.l. (partecipata per il 60% dal Gruppo F2i tramite F2i TLC 1 S.r.l. e per il 40% da MediaForEurope)

Dati aggiornati al 19 ottobre 2018.

## Multiplex
- Mediaset 1
- Mediaset 2
- Mediaset 3
- Mediaset 4 (non più attivo dal 29 giugno 2022)
- Mediaset 5 (non più attivo dal 1º aprile 2022)
- Mediaset 6 (non più attivo dal 22 dicembre 2012)

## Bilancio 2013
Nel 2013 EI Towers ha ottenuto ricavi per 231,6 milioni, di cui 178,46 derivanti dall'utilizzo dell'infrastruttura di trasmissione da parte della controllante Elettronica Industriale, che si conferma il principale cliente della società.
Ebitda di 105,64 milioni, Ebit di 58,37 milioni, utili per 32,93 milioni.
Il valore residuo d'immobili, impianti e macchinari risulta di 216,06 milioni, patrimonio netto di 556,45 milioni di euro, 588 dipendenti.